# Graphosoma
Genre
Graphosoma (les graphosomes), est un genre d'insectes hétéroptères (punaises) de la famille des Pentatomidae.

## Description
Les espèces du genre Graphosoma sont des punaises d'environ 1 cm de long et relativement trapues. Le corps est le plus souvent rouge mais peut pâlir vers le jaune au gré des variations inter- et intra-spécifiques.
Le dos est marqué de bandes longitudinales noires, six sur le pronotum et quatre sur le scutellum. Celles-ci sont parfois réduites à quelques points noirs alignés notamment chez G. semipunctatum. Le scutellum recouvre l'abdomen ainsi qu'une grande partie des hémiélytres, sauf chez G. inexpectatum dont la partie apicale de l'abdomen est visible.
La face ventrale est rouge avec des points noirs régulièrement répartis.
Les pattes sont à dominance rouge-orangé chez la plupart des espèces, sauf chez G. italicum italicum et G. rubrolineatum alors à dominance noire.
Les tarses comprennent 3 articles. La tête est triangulaire avec deux bandes noires se prolongeant sur le reste du dos. Les antennes possèdent 5 articles comme chez tous les Pentatomoidea.

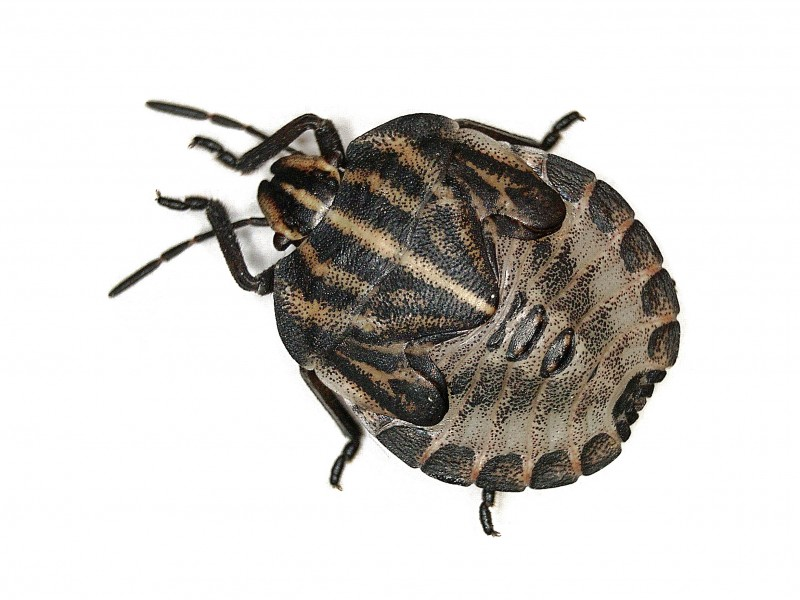
Nymphe d'un Graphosoma italicum
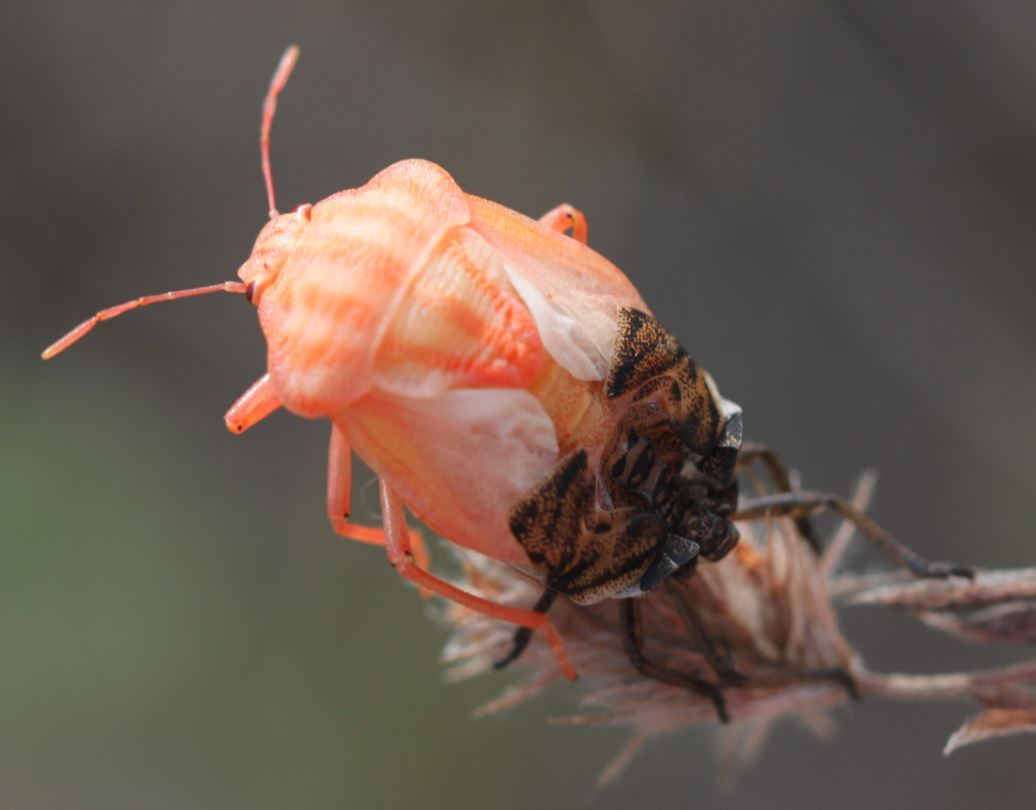
Mue imaginale d'un Graphosoma sp.
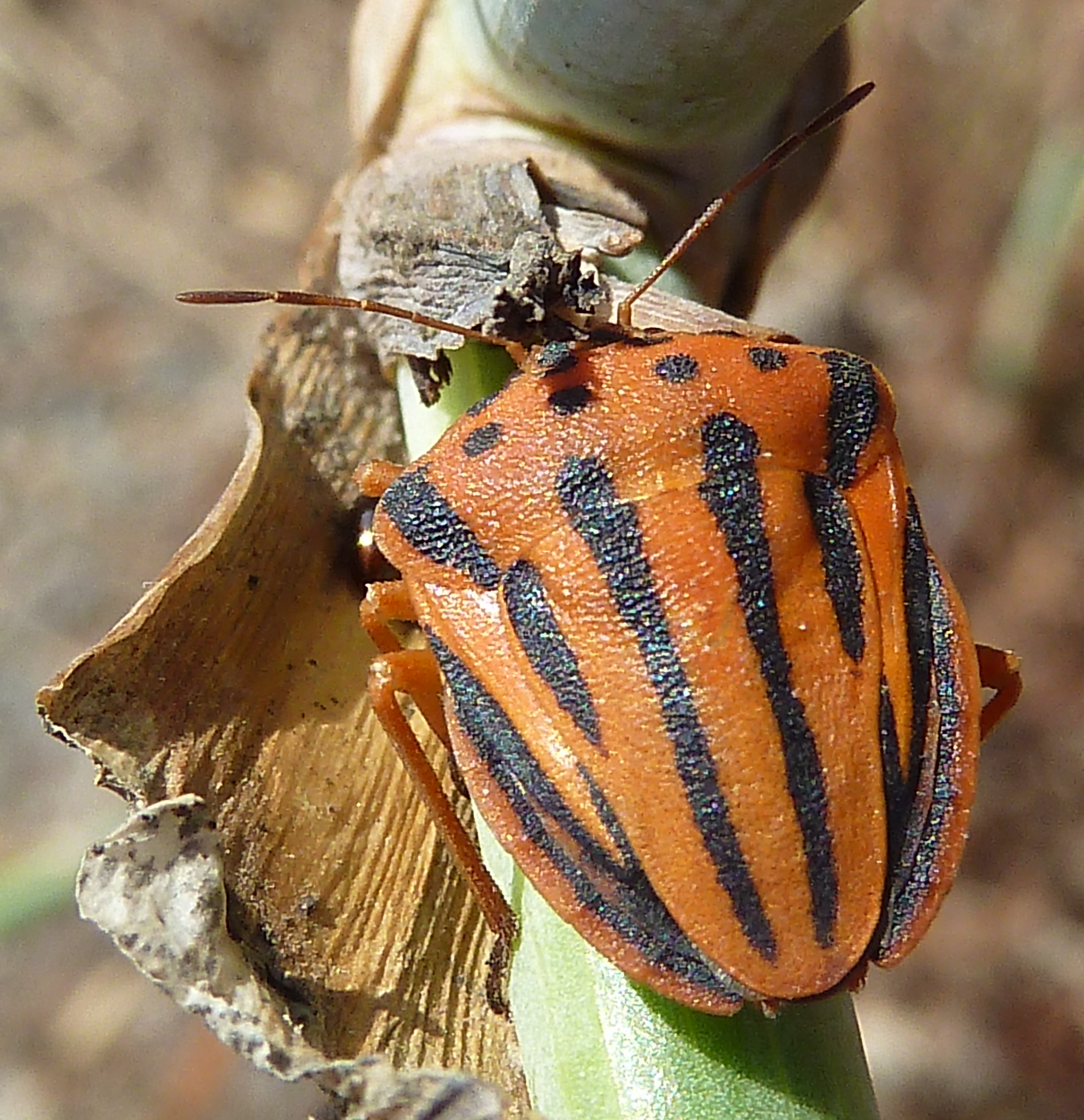
Graphosoma semipunctatum.
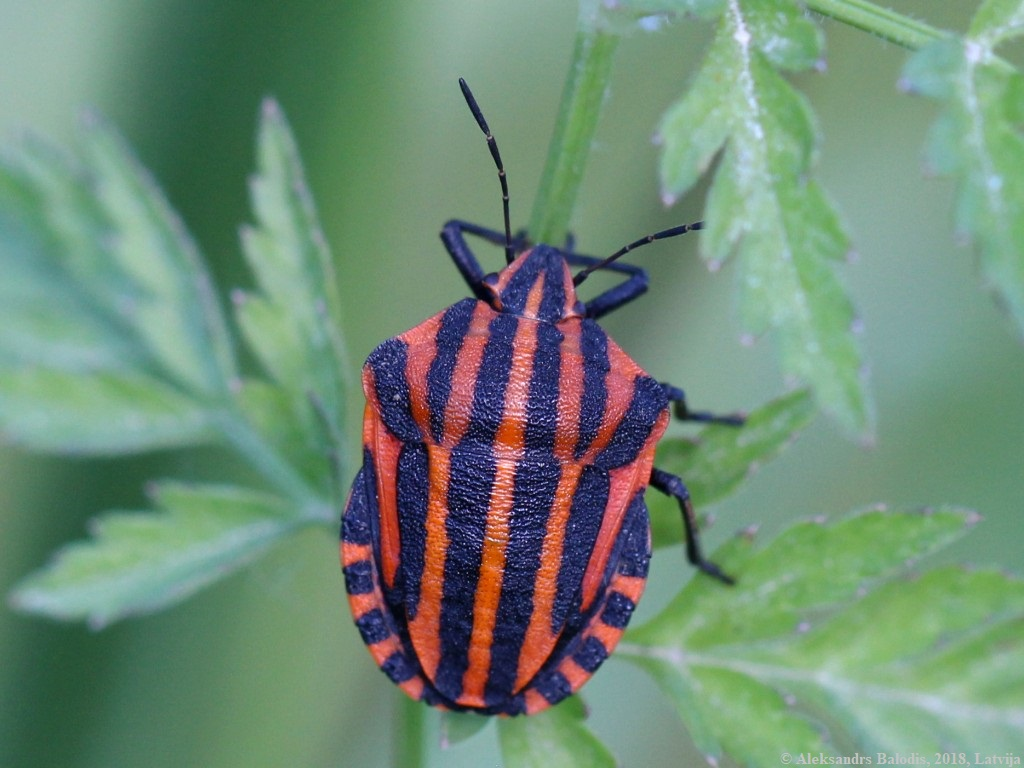
Graphosoma italicum.
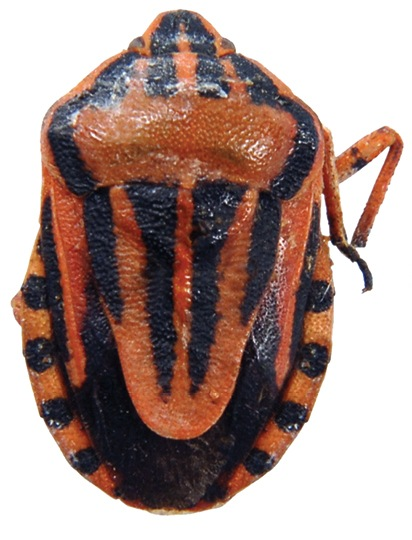
Graphosoma inexpectatum.
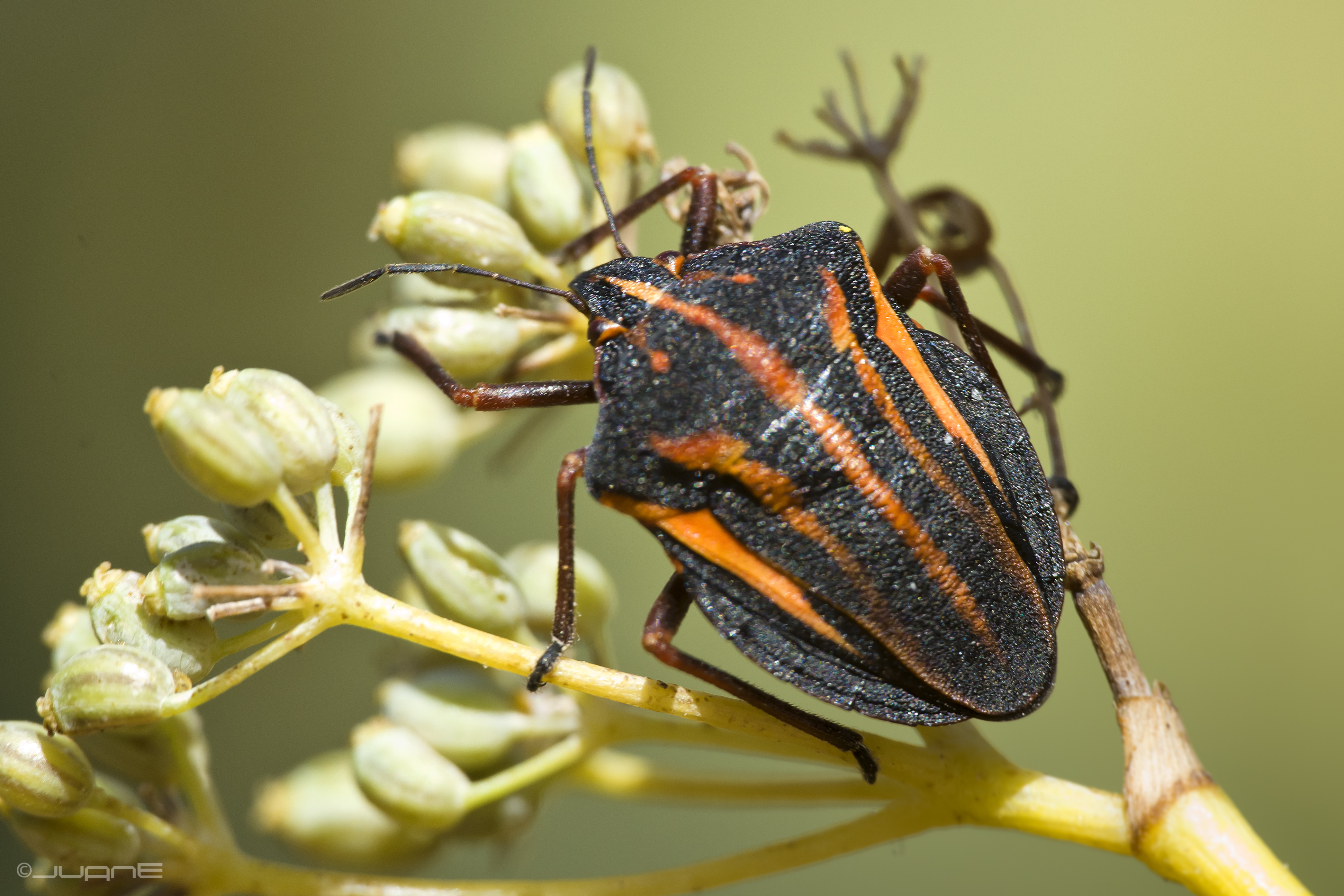
Graphosoma interruptum.
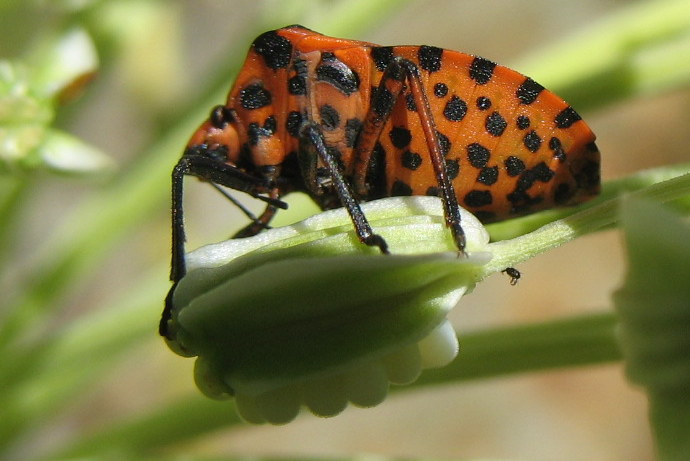
Face ventrale d'un Graphosoma italicum.

## Distribution et habitat
Graphosoma est un genre que l'on trouve exclusivement en région paléarctique. G. italicum est l'espèce la plus répandue géographiquement, occupant la quasi-totalité de l’Europe. G. lineatum se limite à l’Afrique du nord et la Sicile, G. interruptum est endémique des îles Canaries et G. semipunctatum s’étend du pourtour méditerranéen jusqu'au Caucase.
G. rubrolineatum est la seule espèce rencontrée en Extrême-Orient: Japon, Chine, Corée, Extrême-Orient russe et Mongolie.
Les autres espèces ont une distribution plus restreinte et localisée allant de l’est de l’Anatolie, à la Transcaucasie et l’Iran. La concentration de ces espèces dans cette zone amène à penser que cette région serait le berceau de développement du genre Graphosoma,.
Les graphosomes fréquentent principalement les biotopes secs et ensoleillés. Ils se nourrissent exclusivement sur des jeunes graines d’ombellifères comme le fenouil ou la carotte sauvage.

## Classification
Le genre Graphosoma est décrit pour la première fois par le naturaliste français Francis de Laporte de Castelnau en 1832-1833 à partir du type Cimex nigrolineatus Fabricius, 1781.
Horváth révise le genre en 1903 et 1909. En 2008, Carapezza et Jindra le divise en deux sous-genres: Graphosoma et Graphosomella.
Le genre Graphosoma est le genre type pour la tribu des Graphosomatini.
La validité des espèces Graphosoma lineatum et Graphosoma italicum a été le sujet d’une longue controverse. Décrites respectivement par Linné en 1758 et Müller en 1766, Puton les déclare synonyme en 1881. Depuis, plusieurs études les re-qualifient soit comme espèces valides, comme sous-espèces, ou comme synonymes. En 2017, une comparaison génétique de plusieurs spécimens tend à valider les espèces comme distinctes et décrit deux nouvelles sous-espèces : G. lineatum siciliensis en Sicile et G. italicum sardiniensis en Sardaigne.

## Liste des espèces

### Sous-genre Graphosoma
Selon Pentatomoidea Home page :
- Graphosoma alkani Lodos, 1959
- Graphosoma consimile Horváth, 1903
- Graphosoma interruptum White, 1839
- Graphosoma italicum (Müller, 1866) - Graphosome d'Italie
  - Graphosoma italicum italicum
  - Graphosome italicum sardiniensis Lupoli, 2017 - Graphosome sarde
- Graphosoma lineatum (Linnaeus, 1758) - Graphosome rayé, Punaise arlequin
  - Graphosoma lineatum lineatum
  - Graphosoma lineatum siciliensis Lupoli, 2017 - Graphosome sicilien
- Graphosoma melanoxanthum Horváth, 1903
- Graphosoma rubrolineatum (Westwood, 1837)
- Graphosoma semipunctatum (Fabricius, 1775) - Graphosome ponctué
- Graphosoma stali Horváth, 1882

### Sous-genre Graphosomella
- Graphosoma inexpectatum Carapezza & Jindra, 2008

## Noms vernaculaires
Le nom de punaise arlequin a été utilisé pour plusieurs espèces, principalement pour Graphosoma lineatum et les espèces qui lui ont été amalgamées, comme Graphosoma italicum. Les graphosomes, du fait de leur très large écusson, étaient autrefois inclus dans la famille des Scutelleridae, avant d'être placés parmi les Podopinae chez les Pentatomidae, d'où le nom de « scutellère » encore employé pour certaines espèces.